# کوچیژف پووودنگووه
کوچیژف پووودنگووه (به لهستانی:  Kocierzew Południowy) یک روستا در لهستان است که در گمینا کوچیژف پووودنگووه واقع شده‌است.
 کوچیژف پووودنگووه  ۳۹۵ نفر جمعیت دارد و ۱۰۰ متر بالاتر از سطح دریا واقع شده‌است.